# Мадонета (Тревизо)
Мадонета је насеље у Италији у округу Тревизо, региону Венето.
Према процени из 2011. у насељу је живело 257 становника. Насеље се налази на надморској висини од 61 м.